# الصوف الذهبي

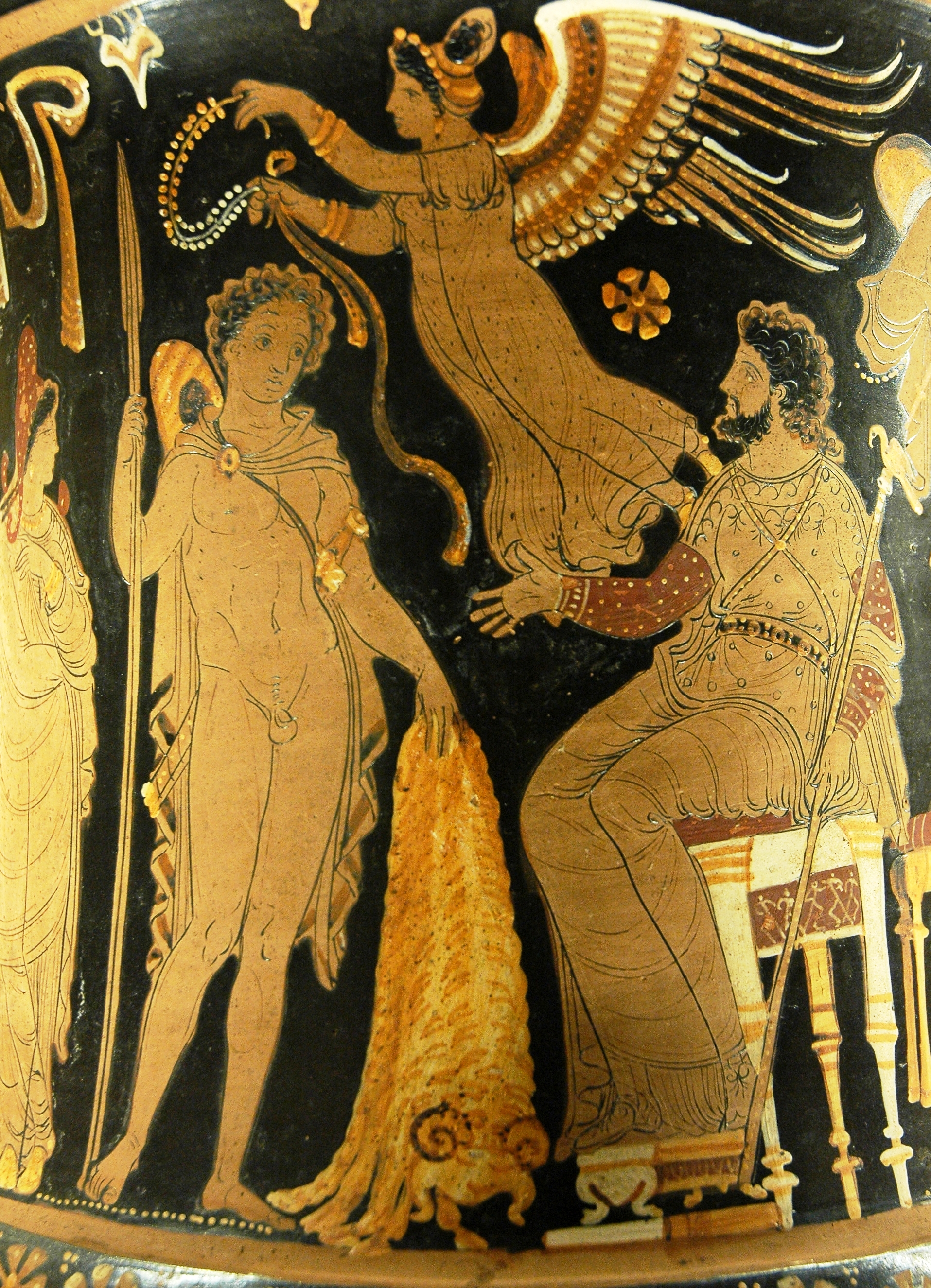
جاسون يعود ومعه الصوف الذهبي.

الصوف الذهبي هو صوف خيالي لكبش طائر خيالي تناقلته الأساطير اليونانية. كان هذا الصوف موضوع بحث مشهور قام به البطل اليوناني الخرافي جاسون ومجموعة من الرجال تدعى بحارو الأرغو.
قصة الصوف الذهبي الخيالية كانت تدور أحداثها في مملكة ثيساليا اليونانية التي كان يحكمها الملك أثاماس الذي كانت له زوجتان. إذ كان له من زوجته الأولى، نيفيلي، ولد يُدعى فريكسوس، وابنة تسمى هيلي. بينما كانت زوجته الثانية إينو تكره الأطفال، فأقنعت فريكسوس، وهيلي بـأكل جميع الحبوب التي أراد الفلاحون اليونانيون زراعتها، حتى ترضى عنهما الآلهة. وحينما فَعَلا ما طلب منهما لم يكن في ذلك العام محصول، فحدثت مجاعة رهيبة.
قام أثاماس بإرسال رسول إلى الكاهن من أجل إنهاء حالة المجاعة العصيبة، وعند عودة الرسول قدمت له إينو رشوة ليُعِدَّ تقريراً كاذباً. فقام الرسول بإخبار أثاماس أن المجاعة سوف تنتهي إذا قُدِّم فريكسوس وهيلي قربانًا للآلهة. فما كان من الملك إلا أن وافق على التضحية بولديه، إلا أن والدتهما أنقذتهما، حيث أرسلتهما إلى أرض بعيدة تسمى كولتشيس على ظهر كبش طائر ذي صوف ذهبي.
قام الكبش بالطيران فوق مضيق الدردنيل وهو في طريقه إلى كولخيس، فسقطت هيلي من فوق ظهر الكبش وغرقت، ولذلك سمى المضيق فيما مضى بهيلاسبونت تخليدًا لذكراها. بينما وصل فريكسوس سالمًا إلى كولخيس حيث ضحى بالكبش تقربًا للإله زيوس وعلّق صوفه على أشجار بستان هناك. ثم استولى جاسون بعدها على الصوف الذهبي، وأعاده إلى اليونان.

## تطور الحبكة
استخدم بندار السعي وراء الصوف الذهبي في قصيدته البيثية الرابعة (المكتوبة عام 462 قبل الميلاد)، ولكن لم يذكر الصوف في المقدمة. كان الصوف هو الجائزة، عندما تحدى آيتيس جيسون لربط الثيران التي تنفث النار: «دع الملك يفعل ذلك، قبطان السفينة! دعه يفعل ذلك، قلت، وليُمنح الغطاء الخالد لنفسه، الصوف المتوهج بجلود ملبدة من الذهب».
يقال في الرويات اللاحقة من القصة، إن الكبش كان من نسل إله البحر بوسيدون وثيميستو (وأحيانًا أقل، نيفيله أو ثيوفان). تُعد الرواية الكلاسيكية آرغونوتيكا لأبولونيوس الرودسي، التي ألّفها في منتصف القرن الثالث قبل الميلاد في الإسكندرية، إعادة صياغة للمصادر المبكرة التي لم تنجو. واستخدمت رواية أخرى، أقل شهرة من آرغونوتيكا، نفس حبكة الأسطورة، ألّفها فاليريوس فلاكوس باللاتينية في عهد فسبازيان.
يمكن العثور أحيانًا على استمرارية للرواية الأسطورية عند رسامي الزهريات، حيث تفشل المصادر المكتوبة، بسبب الحوادث التاريخية. يبدو أن قصة الصوف الذهبي لم يكن لها صدى يذكر لدى الأثينيين في العصر الكلاسيكي، إذ لم يُعرف سوى تمثيلين لها على الأواني المطلية الأتيكية في القرن الخامس: كراتر في متحف المتروبوليتان للفنون وكيليكس في مجموعات الفاتيكان. في الكيليكس الذي رسمه دوريس، نحو 480-470، يخرج جيسون من فم التنين مع القيء، وهي تفاصيل لا تتناسب بسهولة مع المصادر الأدبية؛ ويتدلى الصوف من شجرة تفاح خلف التنين، لم تكن ميديا مساعدة جيسون في اللوحات الزهرية الأثينية -التي كان له تاريخًا كمعارضة لثيسيوس في أثينا- بل كانت أثينا.

## التفسيرات
يُشير الأصل المبكر للأسطورة الذي يعود للعصور الشفهية إلى أن أهميتها المتصورة مرت بالعديد من التطورات خلال ما يزيد على الألف عام عندما كانت جزءًا من النسيج الثقافي إلى حد ما.
بُذلت عدة محاولات يوهيمرية لتفسير الصوف الذهبي «واقعيًا» على أنه يُعبر عن بعض العناصر الثقافية المادية أو ممارسات تاريخية مزعومة. على سبيل المثال، اقترح بعض العلماء في القرن العشرين، أن قصة الصوف الذهبي تدل على جلب تربية الأغنام إلى اليونان من الشرق. وافترض العلماء في قراءات أخرى أنها تشير إلى الحبوب الذهبية، أو إلى الشمس.
يربط تفسير أكثر انتشارًا أسطورة الصوف بطريقة تنقية الذهب من الجداول، والتي كانت مشهودة بكثرة (ولكن فقط منذ القرن الخامس قبل الميلاد تقريبًا) في منطقة جورجيا إلى شرق البحر الأسود. تُغمر فيها أصواف الأغنام، التي تُمد أحيانًا فوق إطار خشبي، في تيار المياه، وتتجمع بالأصواف بقايا الذهب المنقولة من رواسب غرينية الموجودة أعلى المجرى. تُعلق الأصواف في الأشجار لتجف قبل نفض الذهب أو تمشيطه. أو بدلًا من ذلك، تُستخدم الأصواف على ألواح التنقية في التعدين الغريني للذهب أو على ألواح التنقية في مناجم الذهب العميقة. تُعد تنقية الذهب نشاطًا بشريًا قديمًا جدًا، استنادًا إلى الأغراض الذهبية المبكرة جدًا لمجموعة من الثقافات.

يصف سترابو الطريقة التي يمكن بها تنقية الذهب:
«يقال إن السيول الجبلية تحمل الذهب في بلادهم، ويحصل عليه البرابرة عن طريق أحواض مثقبة وجلود صوفية، وهذا هو أصل أسطورة الصوف الذهبي - إن لم يسموهم إيبيريين، مثل اسم الإيبريين الغربيين، من مناجم الذهب في البلدين».
يعتمد تفسير آخر على الإشارات في بعض الروايات إلى القماش الأرجواني أو المصبوغ باللون الأرجواني. كانت الصبغة الأرجوانية المستخرجة من حلزون المرَّيق الصبغي الأرجواني والأصناف ذات الصلة ثمينة للغاية في العصور القديمة. كانت الملابس المصنوعة من القماش المصبوغ بالأرجوان الصوري علامة على الثروة الكبيرة والمكانة العالية (ومن هنا جاءت عبارة «الأرجواني الملكي»). ويعتبر ارتباط الذهب بالأرجواني أمرًا طبيعيًا وكثير الحدوث في الأدب.